# Grotte des Hoteaux
La grotte des Hoteaux est un site préhistorique français situé sur la commune de Rossillon, dans le département de l'Ain. Ce gisement du Paléolithique supérieur a livré l'une des premières sépultures de cette époque ainsi qu'une industrie lithique et osseuse datant du Magdalénien. La grotte des Hoteaux est zone naturelle d'intérêt écologique, faunistique et floristique de type I.

## Géographie et contexte géologique
La grotte est située sur la commune de Rossillon, sur la rive gauche du Furans, dans la cluse des Hôpitaux,
Il s'agit d'un  abri sous roche, prolongé par une terrasse, au pied d'une falaise calcaire difficile d'accès.

## Découverte et fouilles
La grotte a été découverte en 1894 par l'abbé de Saint Rambert en Bugey Joseph Tournier et Charles Guillon, un archéologue et collectionneur de Bourg-en-Bresse.

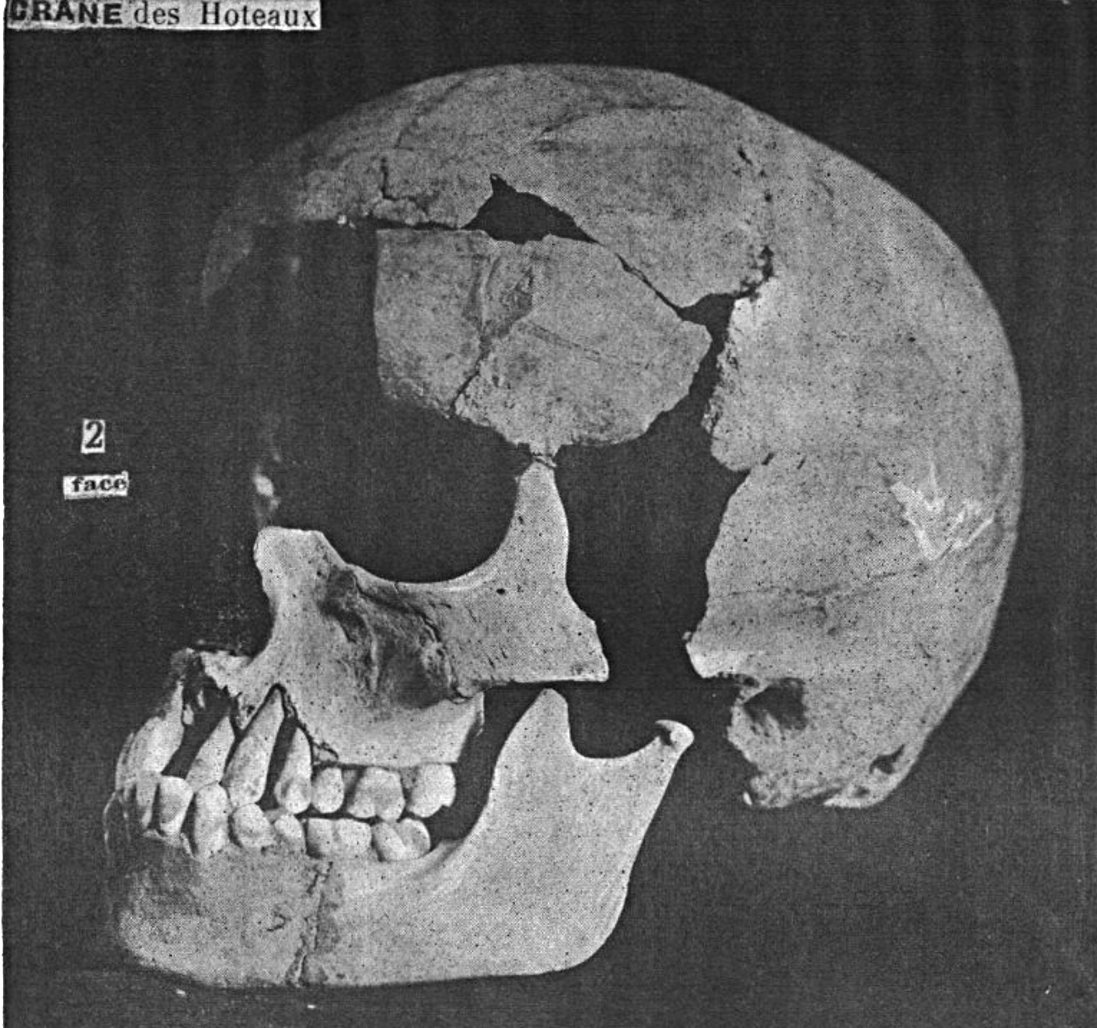
Crâne d'adolescent magdalénien découvert en 1894 par l'abbé Joseph Tournier et Charles Guillon dans la grotte des Hoteaux.

En 1894, leurs fouilles mettent au jour neuf foyers correspondant chacun à un âge d'occupation (deux néolithiques, sept mésolithiques et magdaléniens). 
Un squelette presque intact d'adolescent magdalénien est découvert reposant sur un lit d'ocre, dans le 6e foyer. On découvre aussi  autour de la sépulture un bâton de commandement de 24 cm en bois de renne, un couteau, une lame, une dent de renne percée, une pointe de lance et des silex taillés.
Sur le bâton de commandement est gravée une tête de renne, « le cerf bramant », véritable joyau de l'art Magdalénien.Il est lui aussi imprégné de l'ocre rouge recouvrant les ossements.
Le squelette, déposé depuis 1894 au musée de Brou, à Bourg-en Bresse, n'a été que très peu étudié. Il a été identifié comme féminin dans le « Catalogue des Hommes Fossiles » d'Henri-Victor Vallois, mais reste fortement supposé masculin par une majorité de chercheurs.
Cependant, la sépulture quaternaire est à l'origine de vives querelles entre les archéologues Gabriel de Mortillet et Ernest d'Acy.

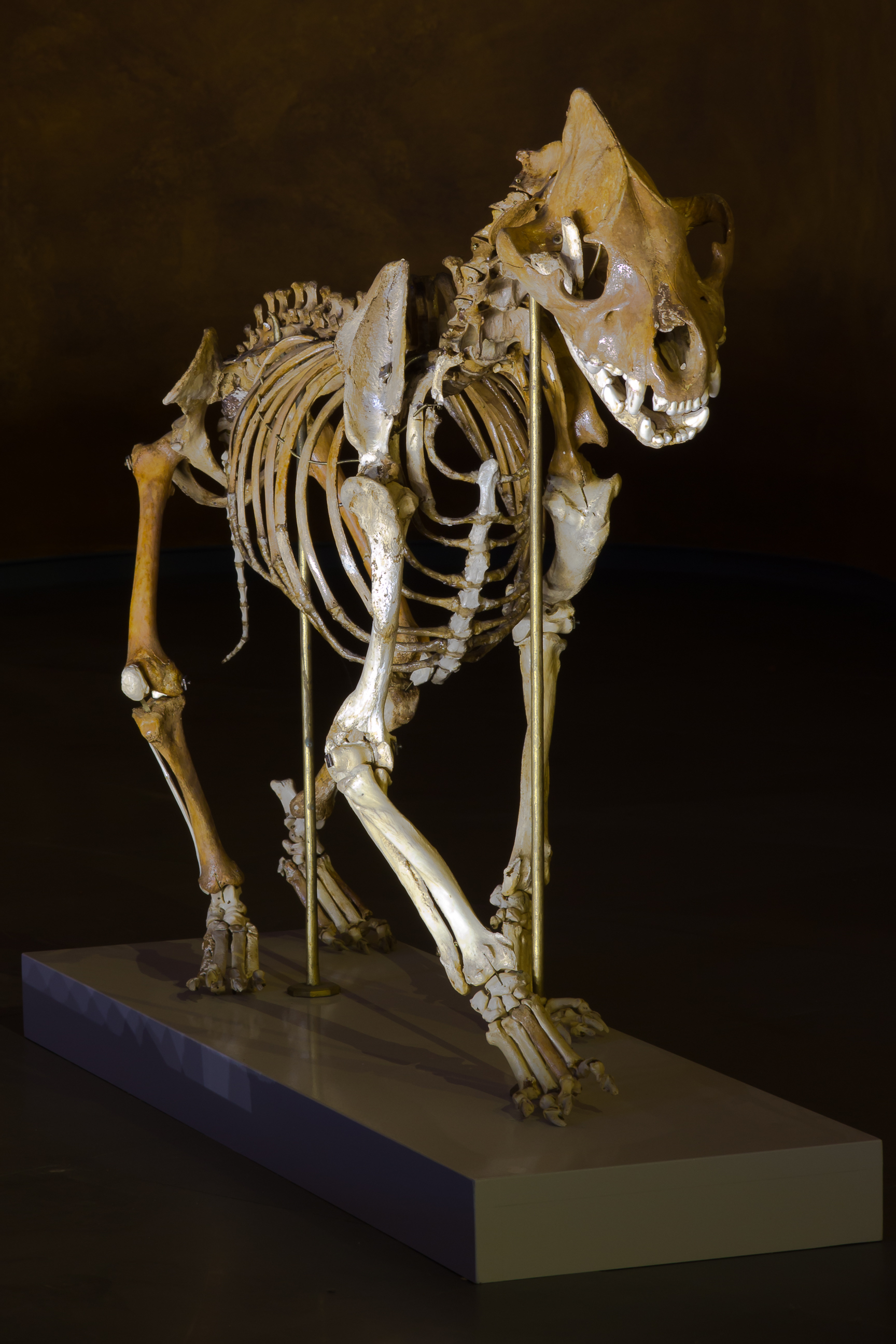
Squelette de hyène des cavernes.

La Société d'Histoire Naturelle de l'Ain, dépêchée par les chercheurs, ayant constaté la virginité des lieux et l'absence de traces de remaniement, Gabriel de Mortillet s'attache à prouver l'inexactitude de l'âge de la sépulture donné par d'Acy, en raison des erreurs de datation effectuées sur les diverses coupes et de la position du squelette dans la coupe.
On retrouvera le même sujet de controverse concernant la grotte de la Colombière, à Neuville-sur-Ain.
En 1951, le paléontologue Henri-Victor Vallois tente une reconstruction du crâne des Hoteaux mais à la fin des années 1960, ce crâne  va disparaître  et ne sera jamais retrouvé.
La grotte est de nouveau fouillée, en 1951 et on reprend l'étude du matériel lithique et des ossements d'animaux, identifiés comme hyène des cavernes, renne, marmotte, cerf, bouquetin et sanglier. Une étude stratigraphique est également réalisée.

## Faune
Abritée du vent et éloignée de toute activité humaine, la grotte est le gîte idéal pour les chauve-souris.

Sept espèces de chauve-souris y ont été recensées:
- Le grand rhinolophe - Rhinolophus ferrumequinum
- La barbastelle - Barbastella barbastellus
- Le grand murin - Myotis myotis
- Le petit murin - Myotis blythii
- Le murin de Daubenton - Myotis daubentonii
- Le murin à oreilles échancrées - Myotis emarginatus
- Le petit rhinolophe - Rhinolophus hipposideros